# Fondali Santa Croce - Gallinara - Capo Lena
Fondali Santa Croce - Gallinara - Capo Lena este o arie protejată (arie specială de conservare — SAC, sit de importanță comunitară — SCI) din Italia întinsă pe o suprafață de 213 ha, integral marine.

## Localizare
Centrul sitului Fondali Santa Croce - Gallinara - Capo Lena este situat la coordonatele 44°01′33″N 8°12′01″E / 44.025833°N 8.200278°E.

## Înființare
Situl Fondali Santa Croce - Gallinara - Capo Lena a fost declarat sit de importanță comunitară în iunie 1995 pentru a proteja 1 specie de animale. Situl a fost protejat și ca arie specială de conservare în octombrie 2016.

## Biodiversitate
Situată în ecoregiunea mediteraneană, aria protejată conține 4 habitate naturale: Peșteri marine scufundate complet sau parțial, Straturi cu Posidonia (Posidonion oceanicae), Bancuri de nisip acoperite în permanență slab de apă marină, Recifuri.
La baza desemnării sitului se află o specie protejată de  reptile: Caretta caretta
Pe lângă speciile protejate, pe teritoriul sitului au mai fost identificate 6 specii de nevertebrate, 14 specii de pești.